# Verdal
Verdal is een gemeente in de Noorse provincie Trøndelag. De gemeente telde 14.849 inwoners in januari 2017.

## Plaatsen in de gemeente
- Baglan-Berg
- Eklo
- Forbregd/Lein
- Fossenget
- Garnes
- Grava
- Grunnenget
- Hallan
- Hallem
- Kirkehaug
- Kjærhaugen
- Lysthaugen
- Melbygrava
- Mogrenda
- Nordenget
- Nordskaget
- Ørmelen
- Stiklestad
- Stormoen
- Sul
- Sørskaget
- Tinden
- Trones
- Ulvilla
- Vera
- Verdal
- Viaker
- Vinnesmoen
- Vuku

Åfjord · Flatanger · Frosta · Frøya · Grong · Heim · Hitra · Holtålen · Høylandet · Inderøy · Indre Fosen · Leka · Levanger · Lierne · Malvik ·  Melhus · Meråker · Midtre Gauldal · Nærøysund · Namsos · Namsskogan · Oppdal · Orkland · Ørland · Osen · Overhalla · Rennebu · Rindal · Røros · Røyrvik · Selbu · Skaun · Snåsa · Steinkjer · Stjørdal · Trondheim · Tydal · Verdal

Fylker van Noorwegen